# Росса (П'ємонт)
Росса (італ. Rossa, п'єм. Rossa) — муніципалітет в Італії, у регіоні П'ємонт, провінція Верчеллі.
Росса розташована на відстані близько 560 км на північний захід від Рима, 95 км на північ від Турина, 65 км на північ від Верчеллі.
Населення — 181 особа (2014).

## Демографія
Населення за роками:

Станом на 1 січня 2023 року в муніципалітеті офіційно проживали 4 іноземці з 4 країн, серед них 1 громадянин країн Євросоюзу.

## Сусідні муніципалітети
- Бальмучча
- Боччолето
- Черватто
- Кравальяна
- Фобелло
- Римаско